# Partit dels Pensionistes (Noruega)
El Partit dels Pensionistes (noruec Pensjonispartiet) és un partit polític de Noruega fundat el 1985 per a defensar els interessos dels pensionistes exigint el dret a una vida digna per a tots els ciutadans de la tercera edat i els grups desafavorits en la societat. Tot i que mai no ha obtingut representació parlamentària al Storting, té representants a alguns consells municipals i algunes assemblees de comtat. A les eleccions legislatives noruegues de 2005 va obtenir el 0,5% dels vots.

## Resultats electorals

### Eleccions legislatives
| Any  | Vots   | %   | Escons  | ±   | Govern            |
| ---- | ------ | --- | ------- | --- | ----------------- |
| 1985 | 7,846  | 0.3 | 0 / 157 | Nou | Extraparlamentari |
| 1989 | 7,863  | 0.3 | 0 / 165 | =   | Extraparlamentari |
| 1993 | 25,835 | 1.0 | 0 / 165 | =   | Extraparlamentari |
| 1997 | 16,031 | 0.6 | 0 / 165 | =   | Extraparlamentari |
| 2001 | 17,940 | 0.7 | 0 / 165 | =   | Extraparlamentari |
| 2005 | 13,556 | 0.5 | 0 / 169 | =   | Extraparlamentari |
| 2009 | 11,900 | 0.4 | 0 / 169 | =   | Extraparlamentari |
| 2013 | 11,865 | 0.4 | 0 / 169 | =   | Extraparlamentari |
| 2017 | 12,855 | 0.4 | 0 / 169 | =   | Extraparlamentari |
| 2021 | 19,002 | 0.6 | 0 / 169 | =   | Extraparlamentari |